# 邹桐
邹桐（1917年—1993年），曾用名邹德馨，男，直隶定县（今河北定州）人，中华人民共和国政治人物，曾任中华人民共和国煤炭工业部、燃料化学工业部副部长。